# Nobelpreis für Physik
Der Nobelpreis für Physik (schwedisch Nobelpriset i fysik) gilt als die höchste Auszeichnung von Leistungen auf dem Gebiet der Physik. Er wird jährlich gemeinsam mit den Nobelpreisen für Physiologie oder Medizin, Chemie und Literatur sowie dem Alfred-Nobel-Gedächtnispreis für Wirtschaftswissenschaften am 10. Dezember, dem Todestag des Stifters Alfred Nobel, in Stockholm verliehen.
Nach dem Testament Nobels sollen die Erträge der für den Preis von ihm vorgesehenen Mittel an diejenigen gehen, die der Menschheit im vergangenen Jahr den größten Nutzen gebracht haben. Der Preis ist in fünf Kategorien geteilt, auf die das Preisgeld zu gleichen Teilen verteilt wird. Der Physikpreis soll an denjenigen gehen, der „auf dem Gebiet der Physik die bedeutendste Entdeckung oder Erfindung gemacht hat“. Als Vergabeinstitution hat Nobel die Königlich Schwedische Akademie der Wissenschaften bestimmt.

## Nominierungsprozess
Der Nominierungsprozess für den Nobelpreis beginnt im September, d. h. vor der Bekanntgabe der Vorjahrespreisträger, mit der Versendung von Einladungen an Wissenschaftler zahlreicher Länder durch die Schwedische Akademie der Wissenschaften, in denen diese um Vorschläge für Kandidaten für den Nobelpreis des kommenden Jahres gebeten werden. Im Einzelnen sind dies
- schwedische und auswärtige Mitglieder der Königlich-Schwedischen Akademie der Wissenschaften
- Mitglieder des Nobelkomitees für Physik
- bisherige Preisträger des Nobelpreises für Physik
- Ordentliche und Außerordentliche Professoren der Physik an den Universitäten und technischen Instituten in Schweden, Dänemark, Finnland, Island und Norwegen sowie dem Karolinska Institutet in Stockholm
- Inhaber vergleichbarer Lehrstühle mindestens sechs weiterer Universitäten oder Technischen Hochschulen – die Auswahl erfolgt durch die Akademie der Wissenschaften, so dass eine geeignete Streuung über verschiedene Länder und Fachgebiete gewährleistet ist.
- andere Wissenschaftler, die die Akademie für geeignet hält.

Die angeschriebenen Personen haben das Recht, bis zum 1. Februar Vorschläge beim Nobelkomitee einzureichen. Obwohl viele Kandidaten mehrfach vorgeschlagen werden, belief sich die Anzahl der Nominierungen in den letzten Jahren auf etwa 250 bis 350 pro Jahr.
Das Nobelkomitee, das in den letzten Jahren durch außerordentliche Mitglieder mit gleichem Stimmrecht erweitert wurde, bestimmt fünf Mitglieder, die im Frühjahr und Sommer die Nominierungen sichten und mit der Hilfe unabhängiger Experten prüfen. Das Komitee beschließt im frühen Herbst seine Empfehlungen an die Akademie, die Anfang Oktober über die Vorschläge abstimmt. Die Akademie kann den Preis an eine, zwei oder drei Personen verleihen und gibt ihre Entscheidung, die endgültig und ohne Einspruchsmöglichkeit ist, an die Preisträger und die Presse weiter. Informationen über die Nominierungen, die Prüfungen und Meinungen den Preis betreffend werden für 50 Jahre geheim gehalten.

## Nobelkomitee für Physik
Dem Nobelkomitee für Physik der Königlich Schwedischen Akademie der Wissenschaften gehörten im Jahr 2018 an:
- Olga Botner, Professorin für experimentelle Teilchenphysik, Vorsitzende
- David Haviland, Professor für Nanostrukturphysik
- Mats Larsson, Professor für Molekularphysik
- Thors Hans Hansson, Professor für Theoretische Physik
- Anders Irbäck, Professor für Bioinformatik und Biophysik
- Gunnar Ingelman, Professor für Subatomarphysik, Sekretär

## Preisverleihung
Am 10. Dezember werden die Preisträger zusammen mit den Chemie-, Medizin- und Literaturpreisträgern nach Stockholm zur offiziellen Verleihung durch den schwedischen König eingeladen. Sie erhalten bei diesen Feierlichkeiten die Nobelmedaille, ein persönliches Diplom und das Preisgeld von derzeit (2024) 11 Millionen schwedische Kronen (ca. 1.006.000 Euro), das sich die Preisträger einer Kategorie teilen.

## Preisträger
- Der erste Preisträger 1901 war der Deutsche Wilhelm Conrad Röntgen. Er erhielt 50.000 Schwedische Kronen.[4]
- Der bisher jüngste Preisträger war mit 25 Jahren William Lawrence Bragg (1915).
- Der bisher älteste Preisträger war mit 96 Jahren Arthur Ashkin (2018). Er war bis 2019 damit der älteste Nobelpreisträger überhaupt.
- John Bardeen wurde als einziger Preisträger zweimal mit dem Nobelpreis für Physik ausgezeichnet (1956 und 1972); Marie Curie wurde neben dem Nobelpreis für Physik (1903) auch mit dem Nobelpreis für Chemie (1911) ausgezeichnet.
- Unter den 224 Preisträgern bis 2023[5] befinden sich nur fünf Frauen, Marie Curie (1903), Maria Goeppert-Mayer (1963), Donna Strickland (2018), Andrea Ghez (2020) und Anne L’Huillier (2023), der Nobelpreis für Physik weist damit den niedrigsten Frauenanteil aller Nobelpreise auf.
- Als bisher einziges Ehepaar wurden 1903 Marie und Pierre Curie ausgezeichnet. (Ihre Tochter Irène Joliot-Curie wurde 1935 zusammen mit ihrem Ehemann Frédéric mit dem Nobelpreis für Chemie ausgezeichnet.)
- Es wurden bisher viermal Vater und Sohn mit dem Nobelpreis für Physik ausgezeichnet: William Henry Bragg und William Lawrence Bragg (1915), Niels Bohr (1922) und Aage Niels Bohr (1975), Manne Siegbahn (1924) und Kai Siegbahn (1981) sowie Joseph John Thomson (1906) und George Paget Thomson (1937).
- Es gab 47-mal einen alleinigen Preisträger (zuletzt Georges Charpak 1992), 32-mal teilten sich zwei und 37-mal drei Personen den Preis (Stand 2022).
- Die meisten Preisträger stellten bisher (Stand 2022) die USA mit 96 erhaltenen Preisen (wenn ein Preisträger mehrere Nationalitäten besitzt, dann wird jedem Land ein halber Preis angerechnet), gefolgt vom Vereinigten Königreich (26,5) und Deutschland (25,5). Insgesamt stammen die Preisträger aus 18 Nationen.

## Kontroversen
In der mehr als hundertjährigen Geschichte des Nobelpreises lösten einige Entscheidungen Reaktionen aus, die von Unverständnis bis hin zu Empörung reichten. Für eine Berücksichtigung muss ein Wissenschaftler nominiert werden. In der Physik war weniger die Verleihung des Preises an bestimmte Wissenschaftler der Grund für Kritik, sondern vor allem die Nichtberücksichtigung verschiedener Wissenschaftler bei der Preisverleihung. Bei einigen Wissenschaftlern gingen zahlreiche Nominierungen ein, aber der Preis wurde nie an sie vergeben, wohingegen andere nie nominiert wurden und schon alleine deswegen nicht berücksichtigt werden konnten.
- Chung-Yao Chao konnte 1930 als erster Positronen aus der Elektron-Positron-Paarerzeugung nachweisen (auch wenn er nicht wusste, worum es sich handelte), mit dem Preis für die Entdeckung wurde aber im Jahr 1936 Carl David Anderson ausgezeichnet. Chao erhielt bis mindestens 1971[6] (für spätere Jahre wurde das Archiv noch nicht geöffnet) keine Nominierung für den Preis. Chao starb 1998, der Nobelpreis blieb ihm versagt.
- Lise Meitner wurde 30-mal für den Physiknobelpreis nominiert, aber erhielt ihn nie. Auch 19 Nominierungen für den Preis für Chemie in den Jahren 1924 bis 1948 blieben fruchtlos. Nominierungen wurden dabei von namhaften Persönlichkeiten wie Max Planck eingesandt.[7] Sie starb 1968.
- Chien-Shiung Wu, die auch „First Lady der Physik“ genannt wurde, widerlegte die Erhaltung der Parität und wurde mit dem ersten Wolf-Preis für Physik ausgezeichnet. Der Nobelpreis blieb ihr aber versagt. Zwischen 1958 und 1970 gingen elf Nominierungen für sie ein.[8] Sie starb 1997.
- Jocelyn Bell Burnell entdeckte als Studentin den ersten Radiopulsar, wurde aber bei der Preisverleihung 1974 nicht berücksichtigt. Ein prominenter Verfechter der Ansprüche Bells war Fred Hoyle.
- Fred Hoyle wurde bei der Preisverleihung 1983 nicht berücksichtigt, obwohl selbst der Preisträger William Alfred Fowler die Leistungen Hoyles für die Entwicklung des Konzepts der stellaren Nukleosynthese ausdrücklich würdigte. Hoyle war mindestens in den Jahren 1964, 1965 und 1970 nominiert worden.[9]
- Am häufigsten wurde Arnold Sommerfeld für den Preis nominiert, 84-mal, erhielt ihn jedoch nie.[10]
- Marietta Blau und Hertha Wambacher wurden bei der Verleihung des Preises 1950 übergangen und nicht einmal erwähnt, obwohl der Preisträger Cecil Powell deren Forschungsergebnisse zur Kernemulsionsplatte kannte und nutzte.[11]

## Nobelsymposien
Das Nobelkomitee führt seit 1965 Symposien durch, die sich mit Themengebieten beschäftigen, die sich im Umbruch befinden, oder die von zentraler kultureller oder sozialer Bedeutung sind. Von den 144 durchgeführten Veranstaltungen (davon zwölf Jubiläumsveranstaltungen) befassten sich 30 mit Themen aus der Physik, davon die erste 1968 mit der „Elementarteilchentheorie“. Das letzte physikalische Symposium im Juni 2006 war dem Themenbereich „Kosmische Chemie und molekulare Astrophysik“ gewidmet.